# Мехди Тареми
Мехди Тареми (на персийски: مهدی طارمی, роден на 18 юли 1992 г. в Бушер, Иран)  е ирански футболист нападател , състезател на италианския Интер и Националния отбор на Иран. 
Участник в Купата на Азия 2023, където вкарва три гола (двата гола срещу  ОАЕ завършил 2:1) и единствения гол в 1/8 финала срещу Сирия при 1:1, след дузпи 5:3).

### Успехи
Отборни
„Персеполис“
- Шампион (1): 2016/17
- Носител на Суперкупата на Иран (1): 2017

„Ал Гарафа“
- Купа на Звездите на Катар (2): 2017/18, 2018/19

„Порто“
- Шампион (1): 2021/22
- Купа на ПОртугалия (1): 2021/22
- Суперкупата на Португалия (2): 2020, 2022

### Най-добър
- Футболист на годината в Иран (2): 2016, 2017
- Голмайстор в шампионата на Иран (2): 2015/16 (16 гола), 2016/17 (18 гола)